# Arkadiusz Kaliszan
Arkadiusz Kaliszan (ur. 13 listopada 1972 w Poznaniu) – polski piłkarz, trener piłkarski.

## Kariera klubowa
Był synem Andrzeja Kaliszana. Karierę piłkarską rozpoczął w Warcie Poznań. W latach 1993–1994 reprezentował barwy holenderskiej Rody JC Kerkrade, w której rozegrał dwa ligowe mecze (z Ajaksem Amsterdam i NAC Breda). W 1994 roku powrócił do Polski, zostając ponownie graczem Warty. 10 września zadebiutował w I lidze, w przegranym 0:3 spotkaniu z GKS-em Katowice. W sezonie 1994/1995 był podstawowym zawodnikiem swojego klubu – wystąpił w 22 pojedynkach. Jesień kolejnych rozgrywek spędził w poznańskiej drużynie, natomiast wiosną przeszedł do Hutnika Kraków. W barwach krakowskiego zespołu strzelił swoją pierwszą bramkę w najwyższej klasie rozgrywkowej – uczynił to 6 kwietnia 1996 roku, przyczyniając się do zwycięstwa 3:0 nad Lechem Poznań.
Kaliszan grał w Hutniku Kraków do 1998 roku. Wtedy to przeszedł do Polonii Warszawa, w której szybko wywalczył sobie miejsce w podstawowym składzie. Wraz z zespołem Czarnych Koszul sięgnął po mistrzostwo Polski, Puchar Polski, Puchar Ligi, Superpuchar oraz awansował do półfinału Pucharu Intertoto. Z Polonii odszedł w styczniu 2003 roku, przyczyniła się do tego sytuacja finansowa warszawskiego zespołu. Podpisał wówczas półtoraroczny kontrakt z Lechem Poznań.
W barwach Lecha rozegrał 19 meczów w lidze, w sezonie 2003/2004 zdobył z nim także Puchar Polski, choć drużynę opuścił już w lutym 2004 roku – trafił do Widzewa Łódź, natomiast w ramach tego transferu do Poznania powrócił Michał Goliński. W rundzie wiosennej wystąpił w 10 pojedynkach, w każdym z nich przez pełne 90 minut. Latem 2004 roku przeszedł do Korony Kielce, wiążąc się z nią dwuletnią umową. Będąc piłkarzem kieleckiego zespołu, awansował z nim do Orange Ekstraklasy. Ostatni pojedynek w najwyższej klasie rozgrywkowej zaliczył 17 września 2005 roku, grając w zremisowanym 3:3 spotkaniu przeciwko Zagłębiu Lubin. Piłkarską karierę zakończył po sezonie 2005/2006.

## Kariera reprezentacyjna
Arkadiusz Kaliszan występował w młodzieżowej reprezentacji Polski. Zaliczył także jeden pojedynek w kadrze A. Za kadencji Jerzego Engela zagrał przez ostatnie 29 minut w przegranym 0:3 meczu przeciwko Hiszpanii, rozegranym 26 stycznia 2000 roku w Kartagenie.

## Kariera szkoleniowa
Po zakończeniu kariery piłkarskiej Kaliszan został trenerem rezerw Korony Kielce, występujących w III lidze. 7 maja 2007 roku zastąpił na stanowisku szkoleniowca pierwszego zespołu zwolnionego Ryszarda Wieczorka. Pod jego wodzą Korona rozegrała siedem meczów (pięć w Orange Ekstraklasie i dwa w Pucharze Ekstraklasy), z których zwyciężyła tylko raz – 18 maja w domowym spotkaniu pokonała 5:3 GKS Bełchatów.
Od 2009 roku Kaliszan jest trenerem Concordii Murowana Goślina, którą w sezonie 2009/2010 wprowadził do IV ligi. W kwietniu 2010 roku objął trzecioligowego Mieszko Gniezno, lecz po miesiącu zrezygnował z prowadzenia tej drużyny.